# Mieczysław Burda
Mieczysław Burda (ur. 19 kwietnia 1916 w Krakowie, zm. 29 kwietnia 1990 w Krynicy) – polski hokeista, olimpijczyk.
Zawodnik grający na pozycji napastnika. Reprezentował kluby: Dąb Katowice, KTH Krynica, Cracovii i Gwardii Bydgoszcz. W grudniu 1937 został zawieszony przez władze KOZHL z powodu udziału w zawodach w barwach Dębu i Śląska bez zezwolenia udzielonego od swojego klubu KTH i władz hokejowych. Zdobywca mistrzostwa Polski w 1939 w barwach Dębu, w 1949 – Cracovii i w 1950 jako zawodnik KTH. 
W latach 1937–1948 w reprezentacji Polski wystąpił 33 razy strzelając 11 bramek. Uczestnik Igrzysk Olimpijskich w St. Moritz w 1948 oraz trzech turniejów o mistrzostwo świata.